# Fred Mustert
Fred Mustert (Gouda, 5 mei 1964) is een Nederlandse chef-kok en horecaondernemer. Hij is eigenaar van het twee Michelinsterrenrestaurant Fred.

## Jonge jaren
Mustert is geboren in de Zuid-Hollandse plaats Gouda. Hij is niet opgegroeid met gastronomie, pas tijdens zijn opleiding werd hij verliefd op het vak. Naar eigen zeggen leerde Mustert het meest in de praktijk. Op 19-jarige leeftijd ging Mustert aan de slag bij De Zwethheul.

## Michelinsterren

### De Zwethheul

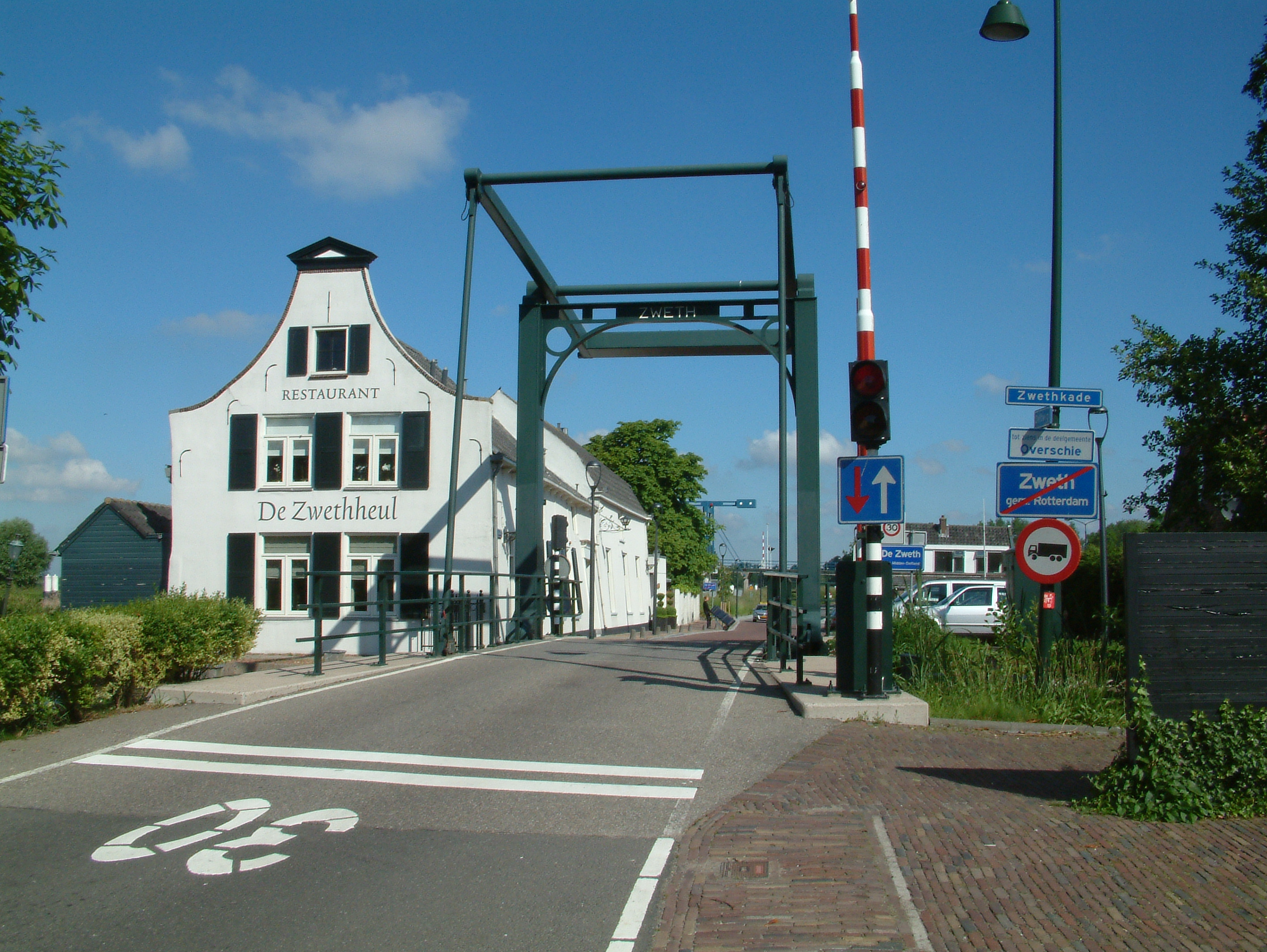
De Zwethheul in 2009.

In 1983 ging Mustert aan de slag bij restaurant De Zwethheul in de Nederlandse buurtschap De Zweth. De toenmalige eigenaar Cees Wiltschut gooide in die jaren het roer om en veranderde de voormalige kroeg in een luxe restaurant. In 1989 verliet chef-kok Niek Welschen het restaurant om bij La Rive Gauche in het Rotterdamse Zuiderpark te gaan werken. Mustert, op dat moment souschef, volgde Welschen op. Bij de uitreiking van de Michelinsterren in 1990 ontving Zwethheul de eerste ster, Mustert was op dat moment 26 jaar oud. Toen Mustert in 1995 vertrok werd hij opgevolgd door Erik van Loo.

### La Vilette
Begin 1995 neemt Mustert restaurant La Vilette over van Yvonne en Carl Schuurs. Het restaurant was gelegen in het centrum van Rotterdam aan de Westblaak. De eetgelegenheid had van 1987 tot en met 1989 een Michelinster. Bij het aantreden van Mustert was de ambitie helder om de ster weer terug te koken. In 2003 slaagde het team erin en werd La Vilette opnieuw onderscheiden met een Michelinster. Mustert verkocht het restaurant in 2007. Hij werd culinair opgevolgd door Marc Muzerie, hij wist de ster echter niet te behouden en het restaurant sloot definitief in 2009.

### Fred

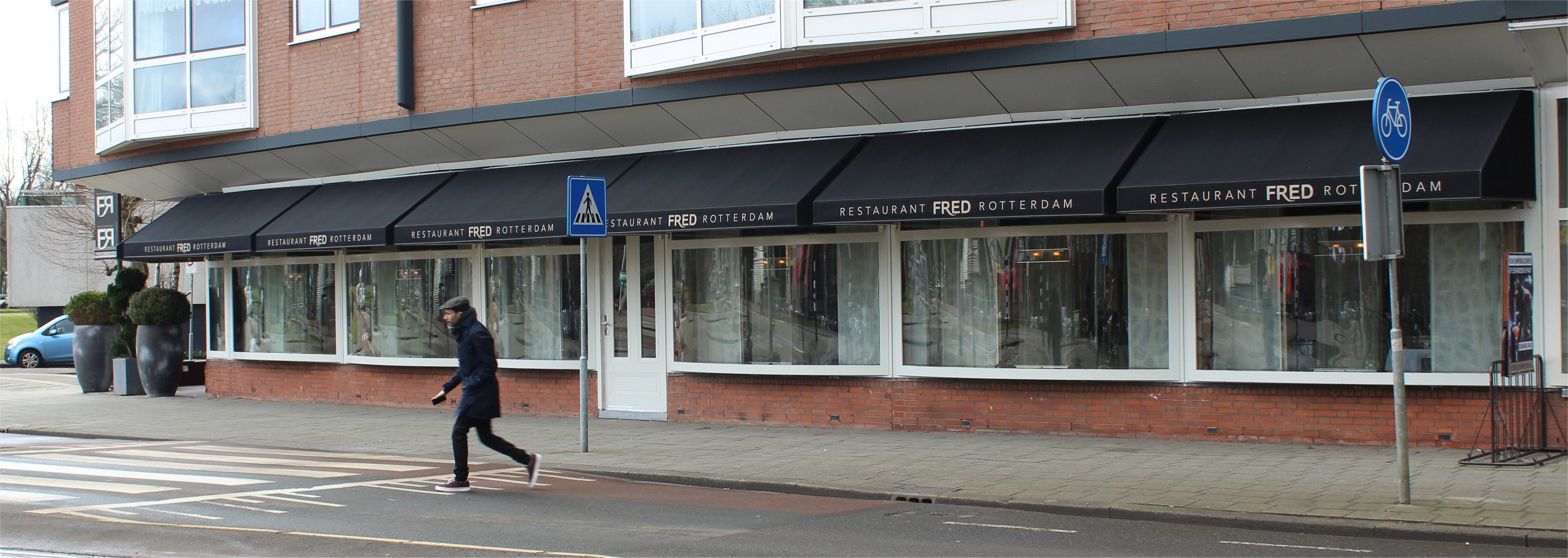
Restaurant Fred in 2018 op de vorige locatie aan de Honingerdijk.

In 2008 opende Mustert een nieuw luxe restaurant, genaamd Fred. De eetgelegenheid was tot en met 2022 gelegen aan de Honingerdijk in de Rotterdamse wijk Kralingen. In 2010 ontving Fred hier zijn eerste Michelinster, in 2012 volgde een twee ster. GaultMillau kent het restaurant 17,5 van de 20 punten toe. De Nederlandse restaurantgids Lekker heeft Fred ook al jaren hoog in hun top 100 staan. Vanaf 2018 staat Fred op verschillende plaatsen in de top 20, in 2022 stond het restaurant op de 10e plek van beste zaken in Nederland.
In 2022 verhuisde Mustert zijn restaurant naar de Boompjes in het centrum van Rotterdam in de plint van woongebouw Terraced Tower. In januari 2023 opende hij de deuren op de nieuwe locatie.

## Kookstijl
Mustert heeft een Franse klassieke basis. Hij kenmerkt zijn eigen kookstijl door dat herkenbaarheid op één moet staan, de chef wil het liefste het product laten zien zoals het is. Hij haalt het meeste voldoening uit schaal- en schelpdieren en gebruik van groente uit het seizoen. Verder is zijn kookstijl gebaseerd zuren, waaronder citrus.

## Privé
Fred Mustert is getrouwd en heeft twee kinderen.